# Ibimirim
Ibimirim est une ville du Brésil, située dans l'État du Pernambouc. La ville compte 28 605 habitants[réf. nécessaire].

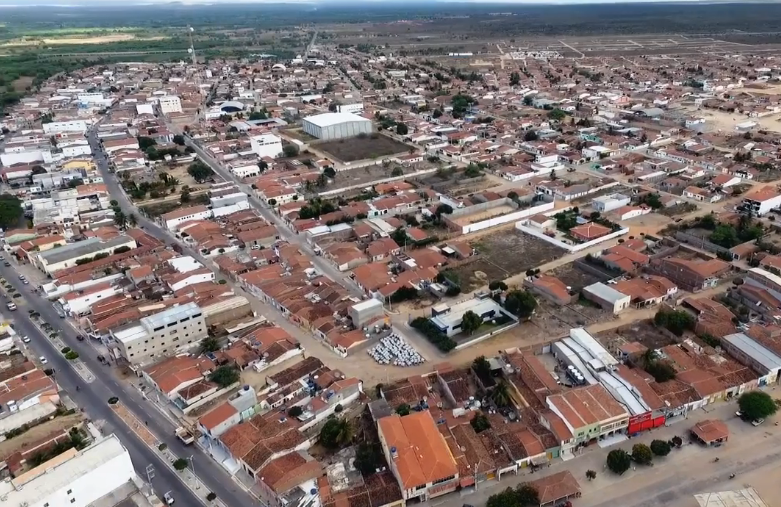
Ibimirim d'en haut

## Maires
| Période | Période | Identité                 | Étiquette | Qualité |
| ------- | ------- | ------------------------ | --------- | ------- |
| 2009    | 2012    | Antonio Marcos Alexandre | PSDB      |         |